# Ectobiidae

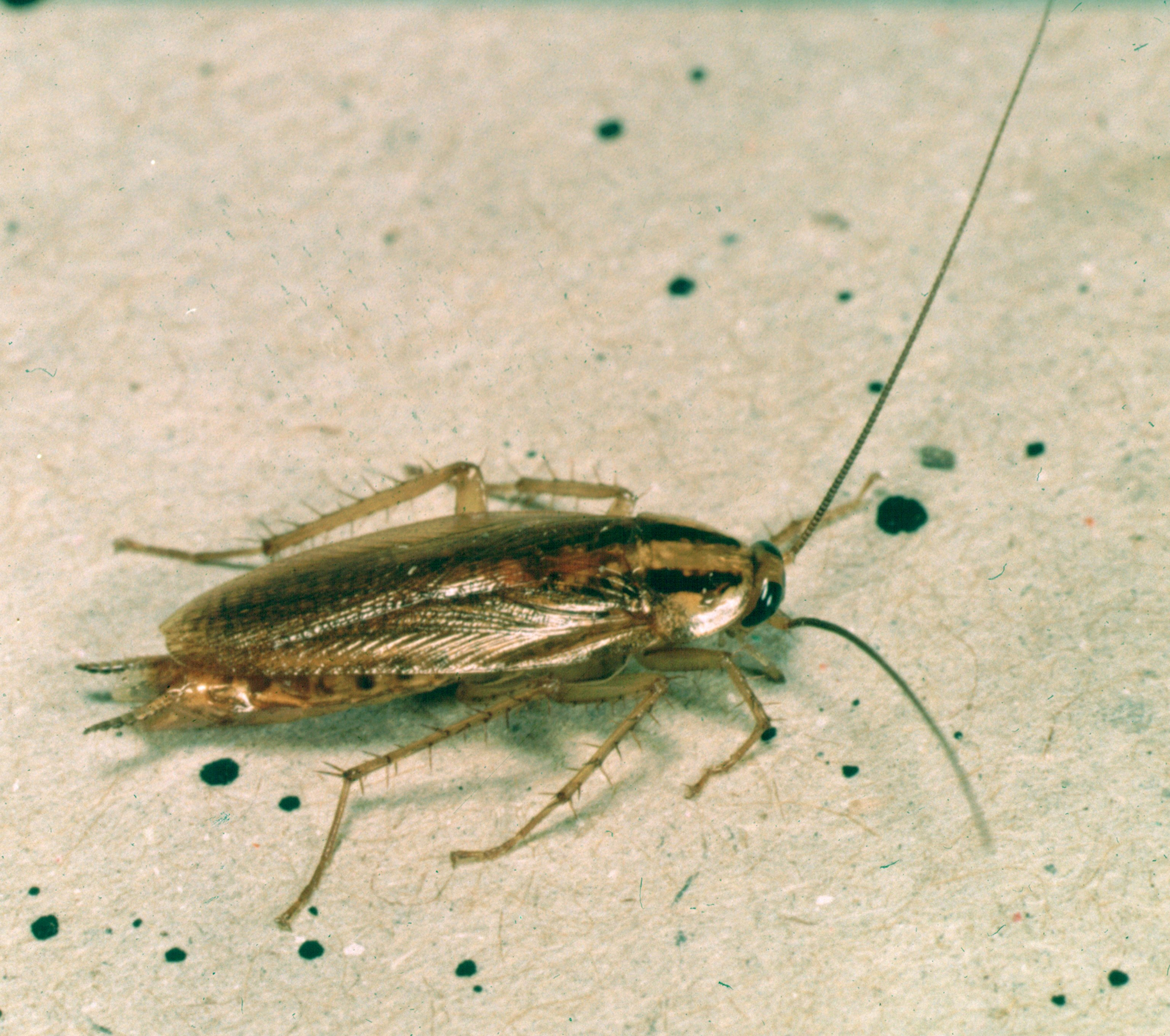
Blattella germanica

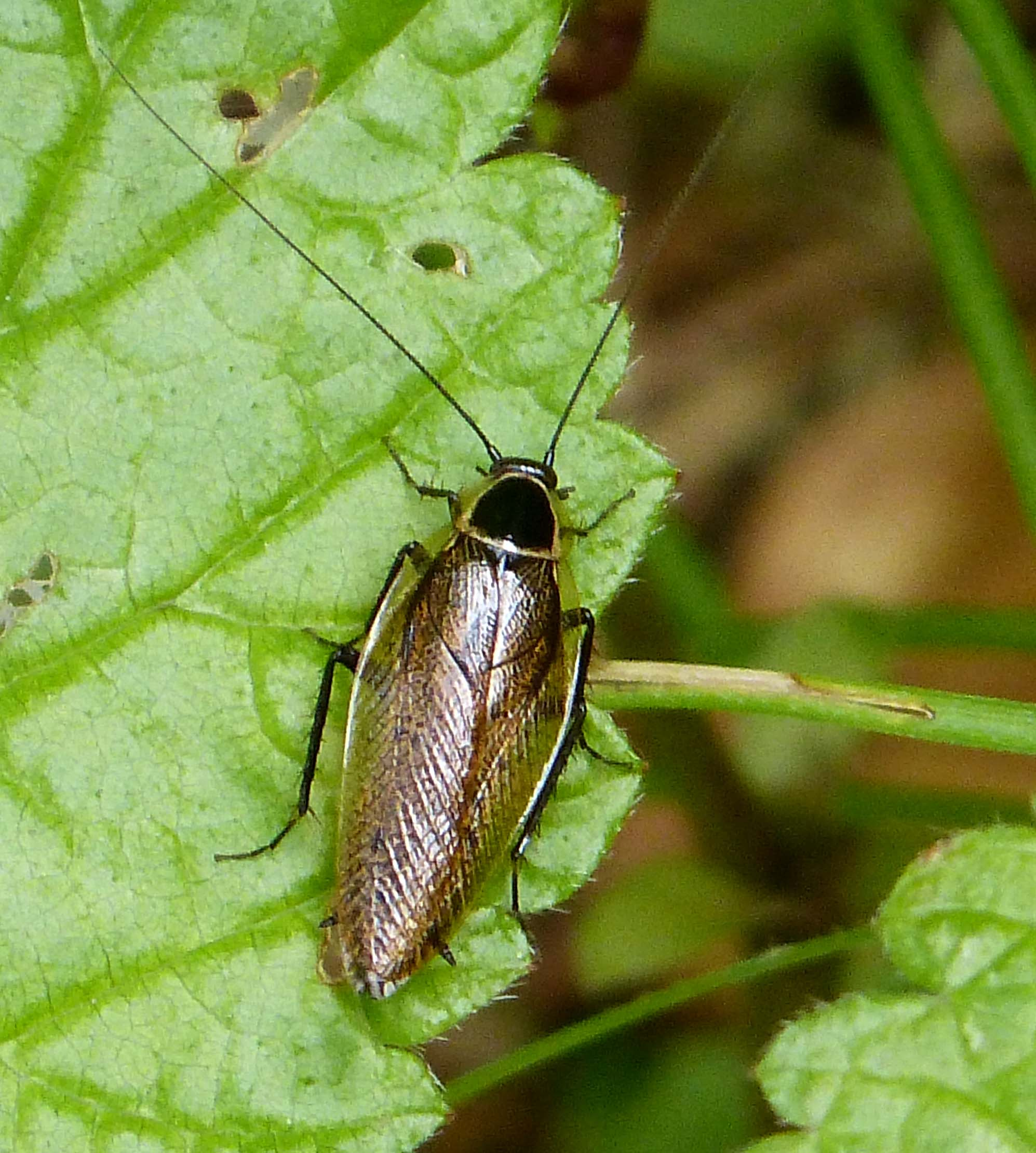
Ectobius sylvestris

Ectobiidae es una familia de insectos del orden Blattodea (cucarachas y termitas). Anteriormente fue considerado una subfamilia de Blattellidae, sin embargo las clasificaciones taxonómicas modernas la han separado en una familia única.

## Subfamilias y algunos géneros
Cockroach Species File incluye cinco subfamilias.  Anaplectinae, antes aquí es ahora considerada una familia.

NB: subfamilias marcadas § consideradas una lista completa en 2020:

### Blattellinae
Autor.: Karny, 1908 – mundial
- Attaphila Wheeler, 1900 (Neotropical)
- Blattella Caudell, 1903[4]
- Ischnoptera Burmeister, 1838[4]
- Lobopterella Princis, 1957[4]
- Parcoblatta Shellford, 1911[4]
- Pseudomops Serville, 1831[4]
- Saltoblattella gen. nov. 2009[5]
- Symploce Hebard, 1916[4]
- Temnopteryx Brunner von Wattenwyl, 1865

### Ectobiinae
§ Brunner von Wattenwyl, 1865 – Europa, África, Asia, Australia
- Arbiblatta Chopard, 1936
- Capraiellus Harz, 1976
- Choristima Tepper, 1895
- Ectobius Stephens, 1835[6]
- Ectoneura Shelford, 1907
- Eutheganopteryx Shelford, 1912
- Luridiblatta Fernandes, 1965
- Phyllodromica Fieber, 1853
- Planuncus Bohn, 2013
- Pseudectoneura Princis, 1974
- Stenectoneura Hebard, 1943
- Theganopteryx Brunner von Wattenwyl, 1865

### Nyctiborinae
§ – Sudamérica
- Eunyctibora Shelford, 1908
- Eushelfordia Hebard, 1925
- Eushelfordiella Lopes & Oliveira, 2007
- Megaloblatta Dohrn, 1887
- Muzoa Hebard, 1921
- Nyctantonina Vélez, 2013
- Nyctibora Burmeister, 1838[7]
- Paramuzoa Roth, 1973
- Paratropes Serville, 1838
- Pseudischnoptera Saussure, 1869

### Pseudophyllodromiinae
Distribución mundial
- Pseudophyllodromia Brunner von Wattenwyl, 1865
- Supella Shelford, 1911

### Génerosincertae sedis
- Africablatta Rehn, 1933: A. patricia (Gerstaecker, 1883)
- Akaniblatta Princis, 1969
- Alsteinia Hanitsch, 1950
- Anareolaria Shelford, 1909
- Aneurinita Hebard, 1935
- Anisopygia Saussure, 1893
- Antitheton Hebard, 1919
- Aphlebiella Princis, 1965
- Aruistra Princis, 1965
- Astyloblatta Bey-Bienko, 1954
- Atticola Bolívar, 1905
- Blattellina Princis, 1951
- Lanta Hebard, 1921
- muchos más